# Muchimuk-Höhlensystem
Das Muchimuk-Höhlensystem ist ein mehr als 20 km langes System von Höhlen im Churì-Tepui im Südosten von Venezuela. Der erste Zugang wurde 2002 bei einer Befliegung des Aprada-Tepuis von Charles Brewer-Carías in der Bergregion Chimantá entdeckt und ab 2004 durch mehrere Expeditionen erforscht. Zunächst als einzelne Höhlen angesehen, wurde im Laufe der Forschungskampagnen klar, dass zumindest einige der Einzelhöhlen miteinander verbunden sind und ein großes Höhlensystem bilden.

## Lage
Das Churí-Tepui ist ein Teil des Chimantá-Massivs (Macizo del Chimantá) im Canaima-Nationalpark im Süden Venezuelas und liegt nordöstlich der Tepuis Amurí und Akopán am Südostende des Massivs. Das Massiv besteht aus mehreren einzelnen Tepuis, deren Anzahl mit zehn oder elf angegeben wird, darunter Chimantá, Amurí, Akopán, Tirepón, Eruoda und Murei. Der mit 2698 m höchste Punkt des Massivs liegt auf dem Eruoda-Tepui.
Die etwa 170 km² große Oberfläche des Churì-Tepuis ist von einem regelmäßigen System sich kreuzender Spalten durchzogen und im Nordwesten durch von Süd-Südwest nach Nord-Nordost verlaufende Steilabbrüche gegliedert.

## Geologischer Hintergrund
Die Tepuis sind Reste der so genannten Auyan-Tepui-Einebnungsfläche, deren Entstehung möglicherweise bereits in der Kreide begann. Die Oberfläche der Chimatà-Tepuis besteht aus kieseligen Sandsteinen der Matauí-Formation, der obersten Formation der präkambrischen Roraima-Gruppe. Die Roraima-Gruppe ist eine Gruppe des Paläoproterozoikums, die über den gesamten Guayana-Schild verbreitet ist. Sie besteht vor allem aus harten, quarzitischen Sandsteinen. Die Sandsteine sind sanft gefaltet, es existieren verschiedene Bruchsysteme, an denen die Verwitterung angreifen kann. Die Schichtenfolge wird intrudiert von präkambrischen Diabas-Lagergängen und -Dykes.

## Erforschungsgeschichte
2002 entdeckte Charles Brewer-Carías bei einem Flug zum Aprada-Tepui einen Fluss, der aus der Felswand des Churì-Tepuis herausfloss. Die Öffnung war so groß, dass man sie vom Flugzeug aus sehen konnte. Nach dieser Entdeckung unternahm Brewer-Carías Anfang 2002 wiederholt Befliegungen, um einen möglichen Zugang zur Höhle zu erkunden. Wie bei fast allen Tepuis erwies sich ein Hubschrauberanflug als die einfachste Möglichkeit, den Höhleneingang zu erreichen.
Die Ersterkundung fand am 28. März 2004 durch eine Gruppe von zwölf Wissenschaftlern und Naturexperten statt. Nach dem nicht ungefährlichen Hubschrauberanflug zum Eingang der Höhle drangen sie etwa zwei Kilometer in die Höhle ein, bis sie an einem Höhlensee – später Lago Chayo benannt – nicht mehr weiterkamen.
Eine Gruppe von sieben Forschern unternahm zwischen 28. Mai und 2. Juni 2004 eine zweite Expedition. Ausgewiesene Höhlenforscher vermaßen und fotografierten die Höhle. Von einem Basislager am Eingang der Höhle brachen sie zu mehreren Höhlengängen auf und errichteten ein Zwischenlager in einer 90 mal 150 Meter großen Halle, die sie Planetario (Planetarium) nannten. Die Forscher nannten die Höhle nach ihrem Entdecker Cueva Charles Brewer, sie besitzt die größten Hohlräume aller bisher bekannten, in Sandsteinen oder Quarziten gebildeten Höhlen. Die große Höhle besitzt einen reißenden Höhlenfluss, Wasserfälle und große Hallen mit bis zu 60 m Breite und einer mittleren Höhe von 15 bis 20 Metern.
2005, 2006 und 2007 fand je eine Forschungsexpedition statt. Es wurden zahlreiche neue Höhlen entdeckt, die Teil eines Höhlensystems sind. Die Kenntnisse über das Höhlensystem wurden auf diese Weise stetig erweitert. 2009 wurden zwei Expeditionen durchgeführt: im Januar besuchten zwölf Höhlenforscher das Churí-Tepui, und im Mai eine Gruppe aus unter anderem neun Höhlenforschern, drei Wissenschaftlern, einem Journalist der Zeitschrift GEO, sechs Fotografen und einem sechsköpfigen Filmteam, mehreren Piloten sowie acht Einwohnern des nahegelegenen Indianerdorfes Yunek. Die Expedition führte zur Entdeckung von 16 weiteren Höhlen, die provisorisch Las Cuevas del Queso (Die Käsehöhlen) benannt wurden. Nach den Ergebnissen dieser Erkundung sind die vorher als Einzelhöhlen kartierten Höhlen Cueva Colibri, Cueva Muchimuk, Cueva Charles Brewer, Cueva del Diablo und Cueva Zuna in einem bislang auf 17,8 km gekannten Höhlensystem miteinander verbunden, das die mit einer Länge von 16,14 km bisher längste Quarzithöhle, die Cueva Ojos de Cristal im Roraima-Tepui, deutlich übertrifft.

## Das Höhlensystem
Mitte 2009 waren folgende Einzelhöhlen (spanisch Cuevas) bekannt (ungefähr von Süden nach Norden):
- Cueva Juliana, Länge 1 km
- Cueva Zuna, Länge 2,5 km
- Cueva del Diablo, Länge 2,3 km
- Cueva Charles Brewer, Länge 5,7 km
- Cueva Tetris (auch Big Hole), Länge 150 m
- Puente de Diana
- Cueva Croatia
- Cueva del Bautismo del Fuego (auch Cueva Fuego)
- Cueva Cañon Verde
- Cueva Muchimuk, Länge 3,2 km
- Sistema de La Araña 2,8 km
- Cima Noroeste
- Cueva Eládio 1,2 km
- Cueva Colibri, Länge 3,6 km

## Entstehung der Quarzithöhlen
Karstbildung ist in den Gebieten sehr verbreitet, in denen der Untergrund aus Kalkstein oder anderen, leicht löslichen Gesteinen besteht. Die Entstehung von Karstformen in Silikatgesteinen wie Sandstein und Quarzit (Pseudokarst) ist damit verglichen selten, und die Voraussetzungen wie auch der Ablauf der Prozesse sind bisher wenig bekannt. Beschrieben wurden solche Höhlen bereits aus anderen Gebieten, nicht nur aus Sandsteinen, sondern auch aus Graniten. Ihre Entstehung wird vor allem auf Störungen und Brüche zurückgeführt, in manchen Fällen jedoch auf Lösungsprozesse.
Ein Erklärungsversuch für die Entstehung der Höhlen des Churì-Tepuis aufgrund von Lösungsprozessen wurde 1990 von H. Briceño, C. Schubert und J. Paolini vorgeschlagen. Ein auffallendes Merkmal der Plateauoberflächen sind ombrotrophe Torfmoore. Ihre Bildung begann im Gebiet der Tepuis wahrscheinlich bereits im frühen Holozän. Regen- und Flusswasser sowie das aus den Torfmooren ablaufende Wasser besitzen einen pH-Wert im Bereich zwischen 3,5 und 4,7, sie liegen damit sämtlich im saueren Bereich. Die Fluss- und Sickerwässer wirken auf die Sandsteine ein, indem sie das silikatische Bindemittel auflösen und die Sandkörner freisetzen. Dieser über lange Zeit (möglicherweise bis zu 70 Millionen Jahre) wirkende Prozess ist nach der Auffassung der Forschungsgruppe der wichtigste Grund für die Entwicklung einer Karst-ähnlichen Topographie der Plateaus und der sie umgebenden Gran Sabana. Die Auslösung der Höhlenentstehung durch solche Lösungsprozesse hätte zur Konsequenz, dass die Oberflächengestalt der Tepuis und die Höhlen in die Reihe der „echten“ Karstformen einzuordnen wären, und nicht zum Pseudokarst gehörten.
Weitere Untersuchungen stellte das Höhlenforscherteam um Brewer–Carías während der Erkundung des Höhlensystems an. Sie untersuchten den Aufbau der Sandsteinschichten des Churì-Tepuis und wurden darauf aufmerksam, dass in die harten, sehr widerstandsfähigen und feinkörnigen Sandsteinschichten immer wieder weiche Lagen eingeschaltet sind, in denen der Sandstein kaum verfestigt ist oder sogar nur loser Sand vorliegt. In diesen losen Schichten kommen in fast regelmäßigen Abständen pfeilerförmige Säulen aus sehr hartem Sandstein vor, die von der überlagernden harten Schicht ausgehen und durch die weichen Lagen eine Verbindung zur unterlagernden harten Schicht herstellen. Diese Situation interpretierten die Autoren dahingehend, dass bei der Diagenese durch die Sandsteine abwärts wandernde, siliziumreiche Lösungen in den feinen Sandsteinen für eine feste Bindung der ursprünglich als loser Sand abgelagerten Körner sorgten. In gröberen Lagen war die Durchlässigkeit deutlich höher, und die Lösungen sanken fingerförmig ab, so dass sich die Pfeiler ausbildeten, der Rest des Sandes jedoch unverfestigt blieb. Viel später, als die Sandsteine der Roraima-Gruppe sich wieder in der Nähe der Erdoberfläche befanden, räumte durch Spalten einsickerndes Wasser die weichen Lagen aus, so dass nur die Pfeiler stehen blieben und das Zusammensinken der harten Schichten verhinderten. Fortschreitender Einsturz von übereinander liegenden Höhlen könnte dann zur Entstehung der großen Höhlen des Muchimuk-Höhlensystems und der anderer Tepuis geführt haben.
Andere Theorien über die Entstehung von Höhlen in Sandsteinen sehen eine Kombination von Lösung und anschließender Ausräumung der dadurch entstehenden losen Sandmassen als Ursache an.

### Die Opal-Speläotheme des Höhlensystems
Die Höhlen weisen eine ganze Reihe von Speläothemen auf, die im Gegensatz zu den verbreitet vorkommenden Calcit-Speläothemen wie Tropfsteinen und Sintervorhängen aus Opal bestehen. Aus der Charles-Brewer-Höhle wurden mehr als ein Dutzend Formen beschrieben, darunter folgende Typen:
- Muñecos (Puppen), pilzförmig, mit weißem Stil und dunkelbrauner Kappe, bis zehn Zentimeter Höhe, Stalagmit-ähnlich
- Corales negros (Schwarze Korallen), korallenähnliche Form, verzweigt, schwarz
- Guácimos, unregelmäßig verzweigte Formen
- Pilzförmige, wie eine Bovist-Kolonie aussehende, ballartige Ansammlungen von Speläothemen an Höhlendecken
- Riñon (Nieren), nierenförmige Speläotheme
- Schwammartige Formen
- Telerañas (Spinnweben-Stalaktiten), um Spinnweben gebildete, Stalaktit-ähnliche Formen

Das Vorkommen dieser Bildungen wird durch Verdunstung von Höhlenwasser mit Anreicherung gelösten Siliziumdioxides und den Niederschlag von fein zerstäubtem Wasser auf Wänden und Decken außerhalb des Einflusses von fließendem Wasser erklärt. Eine besondere Rolle spielen hier die zahlreich in den Höhlen vorkommenden Spinnweben, die ständig von feinen Tautropfen benetzt werden und durch Niederschlag des Opals auf den Spinnfäden einen Ausgangspunkt für Gebilde bieten, die normalen Stalaktiten ähneln, aber nicht durch tropfendes Wasser entstanden sind.
Eine große Rolle bei der Bildung der Speläotheme spielen darüber hinaus Bakterien. In den Höhlen des Sarisariñama-Tepuis sind Bakterien wie Arthrobacter, Corynebacterium, Bacillus, Pseudomonas und Azotobacter. In den Speläothemen des Muchimuk-Höhlensystems wurden Strukturen nachgewiesen, die auf Schwefelbakterien wie Beggiatoa, Cyanobakterien wie Vertreter der Oscillatoriales und Chroococcales oder Nostoc zurückgeführt werden könnten. Spezielle Untersuchungen auf biologische Aktivität wurden nicht durchgeführt, aber das Vorkommen von Bakterien wie in den Sarisariñama-Höhlen wird angenommen. Die Bakterien werden von Opal umkrustet und tragen so zum Wachstum der Strukturen bei. Die umkrusteten Bakterien bilden eine Masse von Peloiden, die eine poröse Gesteinsstruktur aufweist. Die Porosität des Gesteins erlaubt den Aufstieg von Wasser durch die Speläotheme und fördert die Verdunstung und damit den Niederschlag von Opal an ihrer Oberfläche.